# Romano Valori
Romano Valori (Milano, 28 giugno 1886 – Povolaro, 24 ottobre 1918) è stato un pittore italiano.
Giovane promessa della pittura, sperimentò il divisionismo e i modi della scapigliatura, conosciuto principalmente come ritrattista ma fu anche pittore di paesaggi e soggetti.

## Biografia
Romano Valori nacque a Milano il 28 Giugno del 1886 e giovane si iscrisse all'Accademia di Brera dove ebbe come maestro il celebre Cesare Tallone, che lo introdusse all'arte in particolare quella ritrattista ma non disdegnando anche quella paesaggistica.
Qui ebbe contatti con il gruppo dei divisionisti, in specifico si può ipotizzare con il primo Angelo Barabino e pure con la Accademia Ligustica Ligure (Rubaldo Merello, Nomellini) da cui si osservano delle attinenze nella pittura dei paesaggi fatta a punti o macchiette di colori puri, vividi e densi che tramite un inganno ottico si fondono a formare un'immagine secondo i canoni del Divisionismo.
A 21 anni vinse il saggio per il Pensionato Francesco Hayez con il suo autoritratto (1907), che entrò nella collezione dell'Accademia. Inviò in seguito da Firenze, a fine Pensionato, due quadri di cui l'ultimo fu accettato dalla Commissione.

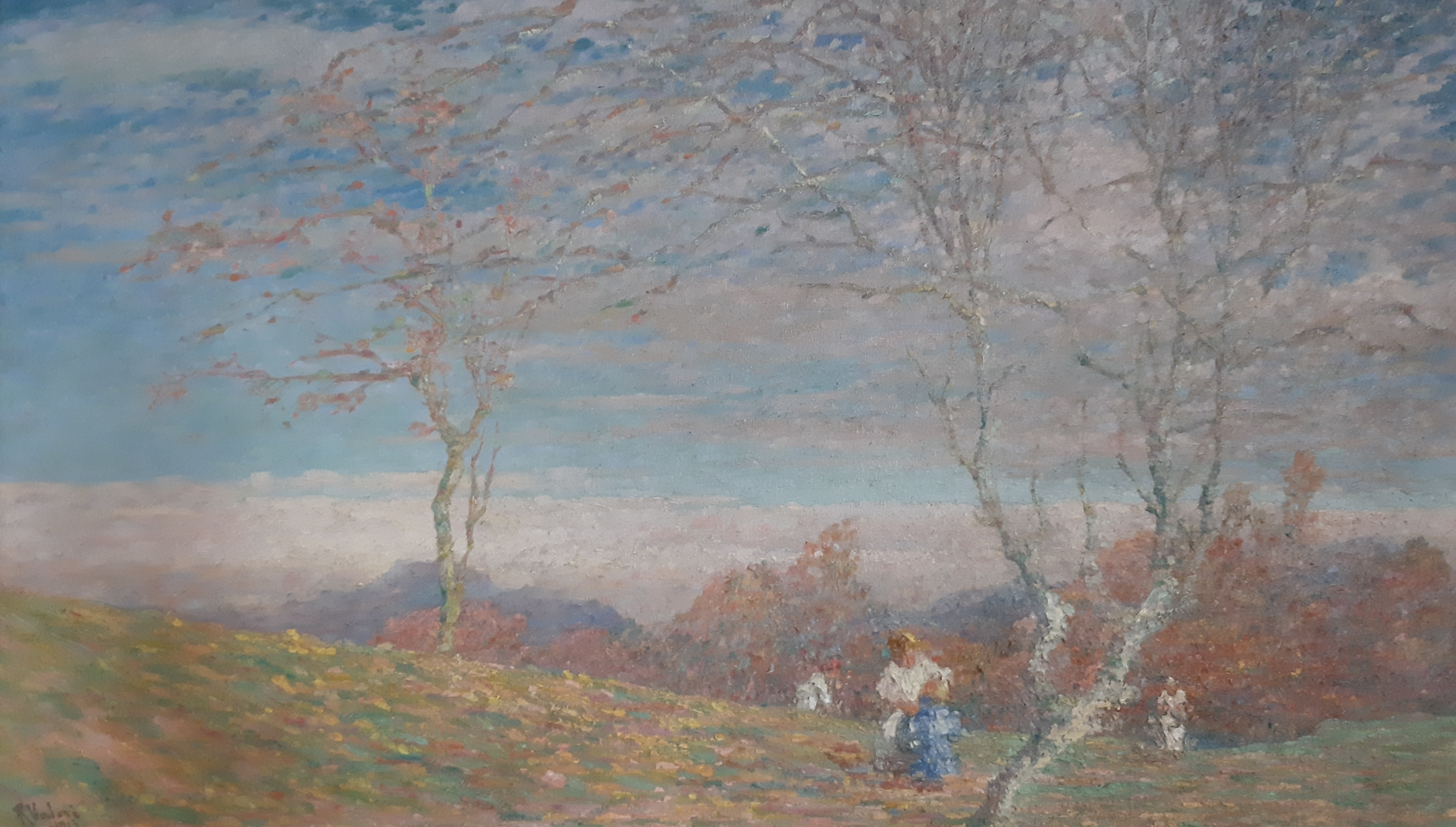
Autunno (1913) coll. Lupattelli -Pietrobon esposto alla Permanente di Milano nel 1915

Successivamente, Valori cominciò a presentare le sue opere in occasione delle esposizioni di Brera e alla mostre della Permanente (Autunno, Mostra La Permanente del 1915), ottenendo diverse commissioni da parte di privati, tra cui il collezionista parigino e imprenditore in Italia Fernand du Chène de Vère che divenne mecenate del giovane pittore.
Raccolti consensi dagli appassionati d'arte e dalla critica, solo ventiseienne, nel 1912 divenne socio onorario dell'Accademia di Brera. Come ritrattista dipingeva ai modi della scapigliatura ma ne realizzò anche in stile divisionista. Molti suoi ritratti sono esposti alla Quadreria dell'Ospedale Maggiore Di Milano e altre opere alle Gallerie d'Arte Moderna di Milano e di Novara nonché all'Accademia di Brera di Milano.
Allo scoppio della prima guerra mondiale dovette partire per i campi di battaglia dove morì per le ferite a Povolaro in un ospedale da campo nel 1918.

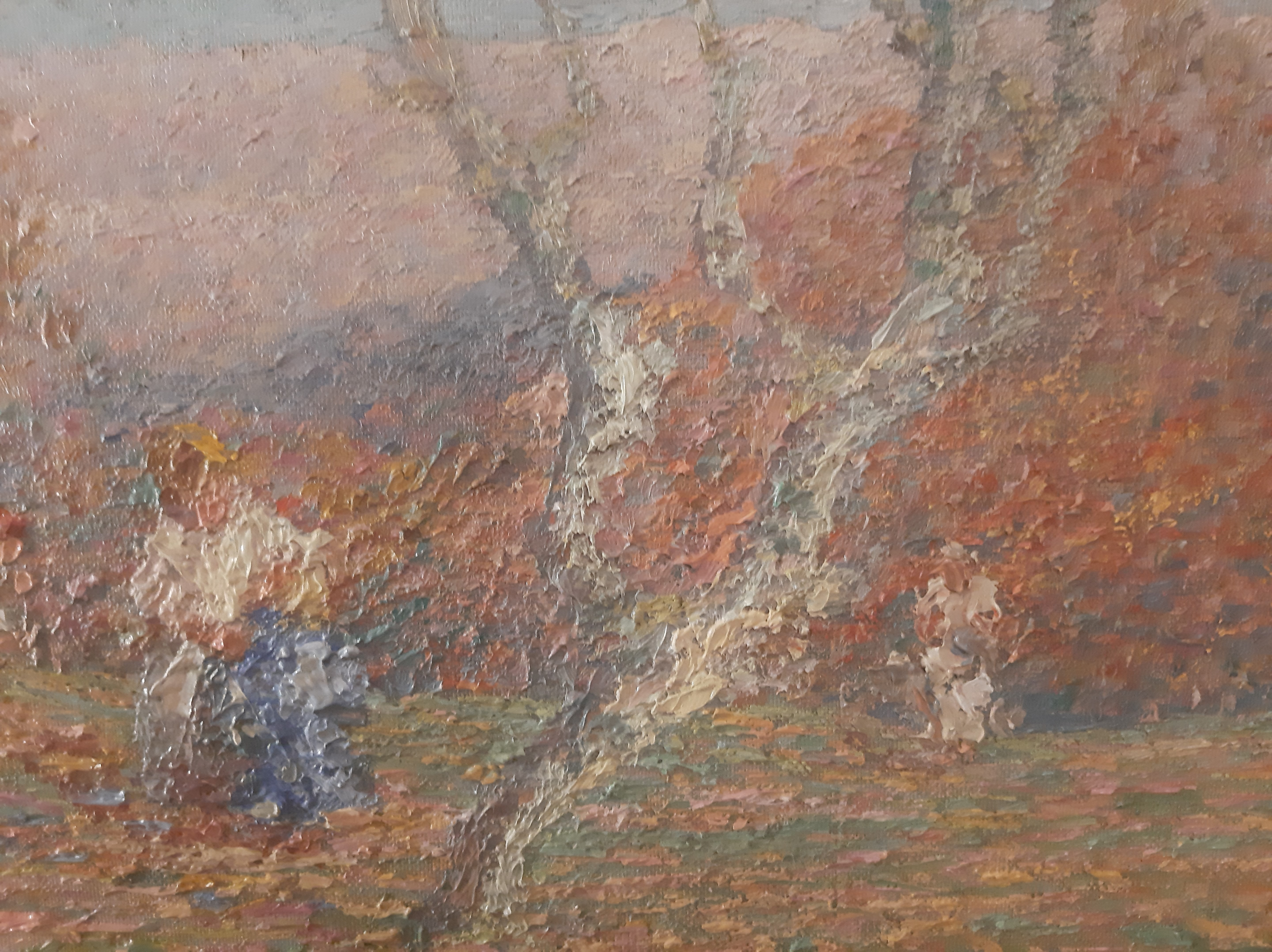
Stesura a macchiette o punti di colori materici

All'Esposizione degli artisti caduti in Guerra a Brera fu realizzata una sua retrospettiva.
Molti suoi piccoli quadri vengono battuti all'asta a 500 e 700 euro ma manca la sua più grande produzione di qualità rimasta a collezionisti privati.

## Opere principali
- Ritratto di Angelo de Vincenti (Quadreria collezione  Ospedale Maggiore di Milano)[3]
- Ritratto dei coniugi Roux Fontana (Quadreria  Ospedale Maggiore di Milano)
- Autoritratto (Accademia di Brera di Milano)
- Riflessi rossi (Galleria d'arte Moderna di Milano
- Il ricamo (Galleria d'arte Moderna di Milano)
- Autunno (collezione Lupattelli - Pietrobon)
- Autunno? (Museo Broletto di Novara)[4]
- Nella fattoria[5]
- Nello studio
- Alta montagna
- Mattino
- Una via di Caspoggio
- Scialle rosso
- Due rossi
- Chiesa in Val Malenco
- Torrente alpino
- Garofani rossi
- Testa di donna
- Il vagabondo
- Laghi gemelli (Esposizione artisti caduti in Guerra a Brera)
- Meriggio (Esposizione artisti caduti in Guerra a Brera)
- Cortile (Esposizione artisti caduti in Guerra a Brera)
- Rustico (Esposizione artisti caduti in Guerra a Brera)

## Opere nei musei
- Accademia di Brera di Milano
- Galleria d'Arte Moderna di Milano
- Galleria d'Arte Moderna di Novara (9 dipinti)
- Quadreria Ospedale Maggiore di Milano

## Esposizioni e Mostre
- Esposizione Annuale La Permanente 1911[6]
- Esposizione Annuale La Permanente 1915[7]
- Esposizione Annuale La Permanente 1916[8]
- Esposizione Biennale delle Belle Arti Milano 1916[5]
- Esposizione Annuale La Permanente 1917[9]
- Esposizione a Brera "Artisti caduti in Guerra"